# Jozef Tomášik-Dumín
Jozef Tomášik-Dumín (15. září 1900 Medzany – 20. května 1937 Veľký Šariš) byl slovenský básník.
První verše uveřejňoval v levicových časopisech Mladé Slovensko, Pravda chudoby, Dělnické noviny, Spartakus, později DAV, Slov. východ a Vesna; méně se věnoval prozaické tvorbě, povídkami přispíval do Svojeti a Mladého Slovenska. V roce 1927 vydal básnickou sbírkou Chlapec a housle.
Posmrtně v roce 1944 vyšla sbírka Otevřete okna. Patřil ke skupině davistické básníků. Rozsáhlý výběr z poezie, prózy a literární publicistiky vyšel roku 1963 v knize Zpěvy nové doby.

## Životopis
Narodil se v chudé rolnické rodině v Medzany při Sabinově. Lidovou školu vychodil ve Velkém Šariši, gymnázium v Prešově. V letech 1919–1921 byl učitelem, přičemž pomáhal zakládat slovenské školy v okolí Prešova. V roce 1921 odešel studovat do Prahy, avšak kvůli nemoci studia nedokončil. V Praze studoval se seznámil s kolektivem DAV. V roce 1924 byl mezi prvními členy pokrokové skupiny DAV, sdružené kolem časopisu stejného jména, do kterého přispíval básněmi. Z Prahy udržoval úzké spojení s východním Slovensku, často psal o potřebě aktivizovat kulturu na východě.
Tomášikovo aktivitu narušila těžká nemoc, jejíž následky ho provázely až do smrti. Vrátil se k rodičům, kde i při zdravotních komplikacích a nepříznivém hmotném zabezpečení dále psal básně, prozaické práce, ale i romány, které se nám bohužel nedochovaly. Pravidelně přispíval do různých východoslovenských novin a časopisů, zejména do Stromu, Vesny, Slovenského východu, ba i do místních Šarišských hlasů, Šariše a jiných.